# 박승균
박승균(1970년 ~ )은 대한민국의 소방공무원, 심리상담사다.

## 생애
강원도 강릉시에서 태어나 숭실대학교에서 법학을 전공했으며 2000년 경기도 소방공무원 공채 시험을 통해 지방소방사로 임용된 후 구리소방서 교문119안전센터, 남양주소방서 소방행정과 등에 근무하였다. 현재 남양주소방서 오남119안전센터 팀장으로 근무하고 있다.
사고 현장의 참혹한 현장을 목격한 소방관들이 외상 후 스트레스 장애를 겪는 것을 보고, 재난심리학에 관심을 가지게 되었다. 재직중 광운대학교에서 심리치료학 석사를 취득하였으며 논문 ‘소방공무원의 사망사건 외상경험에서의 어려움과 대처에 대한 질적 연구’을 발표하였다. 서울상담심리대학원대학교(전, 용문상담심리대학원대학교)에서 위기관리상담 박사과정을 수료하였다. 경기북부소방본부 동료상담팀<소담팀>팀장으로 소방공무원의 심리상담을 수행하였다.

소방공무원의 자살예방을 위한 연구 및 자살예방교육 등에 매진하고 있다.
- 중앙소방학교, 충청소방학교, 광주소방학교 외래교수 -  "소방공무원의 PTSD", "자살위기현장에서의 소방대응" 등을 강의
- 사단법인 소방공무원 추모기념회 활동
- 대한적십자사 봉사활동 - '더블유심리봉사단' 상담봉사
- 소방안전교육사로 학교안전교육, 진로체험"소방관"교육
- 경기도재난심리회복지원센터 상담봉사
- 소방안전봉사상 수상 2016년
- 소방공무원 자살예방관련 연구 공적 2020년 소방청장 상 수상

## 저작
- 소방공무원의 사망사건 외상경험에서의 어려움과 대처에 대한 질적 연구, 광운대학교 대학원 석사학위논문
- '골든타임 1초의 기적' 중앙생활사
- 재난안전지침서 '화재' 다림출판사

- 소방안전교육사가 쓴 소방안전교육사 2차 문제집. 중앙경제평론사